# Monumento dos Quatro Cantos
O Monumento das Quatro Cantos marca o quadrilátero no sudoeste dos Estados Unidos onde os estados do Arizona, Colorado, Novo México e Utah se encontram. É o único ponto nos Estados Unidos partilhado por quatro estados, o que levou a que a área fosse designada por região dos Quatro Cantos. O monumento marca também a fronteira entre dois governos nativos americanos semi-autônomos, a Nação Navajo, que mantém o monumento como atração turística, e a Reserva da Tribo Ute Mountain Ute.
As origens das fronteiras estatais marcadas pelo monumento ocorreram imediatamente antes e durante a Guerra Civil Americana, quando o Congresso dos Estados Unidos atuou no sentido de formar governos na área para combater a propagação da escravatura na região. Quando os primeiros territórios foram formados, as suas fronteiras foram designadas ao longo de linhas meridianas e paralelas. A partir da década de 1860, estas linhas foram levantadas e marcadas. Estes primeiros levantamentos incluíam alguns erros, mas, mesmo assim, os marcadores colocados tornaram-se as fronteiras legais, substituindo as descrições escritas dos meridianos e paralelos geográficos. Isto inclui o Monumento dos Quatro Cantos, que foi legalmente estabelecido como a esquina dos quatro estados.